# 564 (tal)
564 är det naturliga heltal som följer 563 och följs av 565.

## Matematiska egenskaper
- 564 är ett jämnt tal.
- 564 är ett sammansatt tal.
- 564 är ett ymnigt tal.
- 564 är ett polygontal.

## Inom vetenskapen
- 564 Dudu, en asteroid.